# Domingo II de Ávila
Domingo fue un religioso castellano que ejerció como obispo de Ávila, segundo con este nombre. Ocupó la sede abulense entre 1187 y 1190.
Además de su labor religiosa, intervino en la política del reino castellano. Estuvo presente en la firma del tratado matrimonial de Seligenstadt que tuvo lugar el 23 de abril de 1188, por el que Alfonso VIII de Castilla comprometía la boda de su hija Berenguela con Conrado II, hijo del emperador del Sacro Imperio Romano Germánico, Federico I Barbarroja; el matrimonio, no obstante, nunca se llegó a celebrar por la muerte de Conrado. Con la presencia de Domingo, se confirma un proceso iniciado tiempo atrás, en el cual los cargos eclesiásticos adquirieron un alto grado de compromiso con la corona de Castilla, hasta el punto de poderse equiparar la obediencia real con la debida al papa, o en el caso de los obispos a los arzobispos metropolitanos. Según el cronista Gil González Dávila, fue enterrado en la catedral de Ávila, cerca de la puerta de la capilla del Sagrado Corazón, también llamada de Los Velada.